# سهره‌های نوک‌بزرگ
سهره‌های نوک‌بزرگ یا گنده‌نوک (انگلیسی: Grosbeak) نامی است که برای گروهی از گونه‌های پرنده در رده گنجشک‌سانان استفاده می‌شود که منقارهایی بزرگ دارند.